# Malin i Viken
Malin i Viken, död i april 1670, var en av de åtalade för häxeri under det stora oväsendet.

## Anklagelse
Malin i Viken ställdes inför Kungälv rådstugurätt 9 juli 1669. Hennes mor hade bränts för häxeri 1597, när Malin var sju, och själv hade hon alltid haft rykte om att kunna trolla. Hennes moster hade halshuggits för trolldom. Ragnill Jens Svenses hade under häxprocessen i Marstrand påstått att Malin kunde få fulla mjölkbyttor att dansa, och en änka uppgav att Malin framgångsrikt hade förutsagt hennes makes död. 

## Rättegång
Malin nekade och bad att få gå hem för att mjölka sina kor. När hon tröttande på att sitta i fängelse begärde hon att få undergå vattenprovet. När hon misslyckades med provet torterades hon 19 juli med tumskruvar. När hennes fingrar åter var friska 9 augusti sågs detta som trolldom. Hon torterades sedan genom att hållas vaken dygnet runt, och erkände därför 18 augusti. 
Hon nekade att hon fått mjölkbyttor att dansa, men medgav att hon kunde trolla och blivit omdöpt i Satans namn, och bad att benådas till svärdet. Hon angav Kari Sköttes, vars mor tidigare avrättats för trolldom i häxprocessen i Kungälv, och Börta Sunnerborg, som var lam och sängliggande och fick bäras in till rätten i sin säng. 
I augusti 1669 bildades en särskild Trolldomskommissionen, som fick ansvaret för häxprocesserna i Bohuslän och som inledde sitt arbete i  Kungälv den 20, på Orust den 22 och i Marstrand den 25 september.
Malin tog tillbaka sin bekännelse i oktober, trots att Sunnerborg förklarade att det var Malin som gjort henne till häxa och tagit henne till Satan. Rätten gav därför order om tortyr av Malin, vars fingrar förstördes av handklovar, men som dagen därpå påstods vara hela igen. Sedan Karin Sköttes vittnat mot henne, bekände Malin återigen sin skuld.

## Dom och avrättning
Malin i Viken dömdes till döden av trolldomskommissionen med orden:
"Såsom Malini Wik bekienner , att hon hafwer fallet ifrån Gudh och till satan , låtet sigh döpa i diäfuelens nampn och närwaro och kalla [ sig ] Pak , inskrifwa uthj satans register medh sitt " egit blodh som satan sielf tagit uth ' af een finger på Malins wenstre handh, warit medh uthj åthskillige satans möthe , lärdt Börta Sunnerborgz trullom, såsom och gifwit henne att äta satan uthj sigh i ett stycke ost, sedan döpt Börta i diäfuulens nampn och egen närwaro medh mycken annan diäfwulskap, de hafft sig emelian; Malin också brukat sacramentet allenaste under ett skien till gudhaktigheten och på thet eij någon måte märkia, dhet hon warit i förbundh med satan".
Även Kari Sköttes och Börta Sunnerborg dömdes till döden vid samma tillfälle. Domarna bekräftades av trolldomskommissionen i november 1669; de dömdes alla att halshuggas och brännas, såvida inte någon av dem återtog sin bekännelse; i så fall skulle denna person brännas levande. 
Samtliga personer som hade dömts i Bohuslän vid december 1669 fick domen att halshuggas om de ångrade sitt brott och brännas levande om de återtog sin bekännelse; kungen kommenterade vid detta tillfälle att ingen borde brännas levande, vilket var anledningen till varför avrättningsmetoden att halshuggas före bålbränningen i fortsättningen blev det normala. 
I april 1670 öppnade den andra trolldomskommissionen i Bohuslän sin verksamhet i Kungälv. Dit fördes då Per Larsson, hans dotter Anna Persdotter, Gertrud Corporals, Ragnela Jöns Svenses, Marit Byskrifvers och Malin i Viken (Börta Sunnerborg, Börta Crämars och Karin Skiöttis hade då avlidit).